# Erich Bäumler
Erich Bäumler (Weiden in der Oberpfalz, 6 gennaio 1930 – Rüsselsheim am Main, 18 settembre 2003) è stato un calciatore tedesco, di ruolo attaccante.